# Нова Весь-Уйська
Нова Весь-Уйська (пол. Nowa Wieś Ujska, нім. Usch Neudorf) — село в Польщі, у гміні Уйсьце Пільського повіту Великопольського воєводства.
Населення — 855 осіб (2011).
У 1975-1998 роках село належало до Пільського воєводства.

## Демографія
Демографічна структура станом на 31 березня 2011 року:
|          | Загалом | Допрацездатний вік | Працездатний вік | Постпрацездатний вік |
| -------- | ------- | ------------------ | ---------------- | -------------------- |
| Чоловіки | 456     | 100                | 314              | 42                   |
| Жінки    | 399     | 71                 | 244              | 84                   |
| Разом    | 855     | 171                | 558              | 126                  |